# Peana
Il peàna è un canto corale in onore di Apollo, il cui termine è oggi usato per indicare un discorso di esaltazione.

## Significato storico
Canto corale in onore di Apollo, il peana veniva intonato con funzione di propiziazione in occasione di sacrifici o di invocazione del dio per ottenerne la protezione o di ringraziamento per la vittoria conseguita.
Veniva intonato dagli spartani quando muovevano all'attacco del nemico: il ritmo del canto aveva lo scopo di mantenere l'ordine della formazione e di infondere terrore nell'avversario, che sentiva il loro avvicinarsi dal canto che si faceva via via più forte. Vedi, ad esempio, il movimento in battaglia degli Spartani guidati da Brasida, ne "La guerra del Peloponneso" di Tucidide (scrittore e stratego ateniese). Con il tempo si estese ad altre divinità, tra cui Artemide.

## Significato odierno
Il termine è oggi usato per indicare un discorso o uno scritto di vittoria o di esaltazione. Viene spesso usato inoltre per indicare un discorso in cui non sono presenti critiche, ma solo lodi.

## Etimologia
Il termine deriva dal latino paeāna, che a sua volta viene dal greco παιάν (paián) - in dialetto ionico παιήων (paiéon)-  che significa "colui che guarisce", epiteto di Apollo. In origine, però, tale sarebbe stato il nome di un antico dio guaritore di età micenea, identificato in seguito con Apollo.